# Dębice (Pomerania Occidental)
Dębice [pronunciación en polaco: /dɛmˈbitsɛ/] (en alemán: Eichenwalde) es un pueblo ubicado en el distrito administrativo de Gmina Maszewo, dentro del Condado de Goleniów, Voivodato de Pomerania Occidental, en el norte de Polonia occidental. Se encuentra aproximadamente a 7 kilómetros al noreste de Maszewo, a 21 kilómetros al este de Goleniów, y a 38 kilómetros al este de la capital regional Szczecin.
Antes de 1945, el área fue parte de Alemania. Para la historia de la región, vea Historia de Pomerania.
El pueblo tiene una población de 900 habitantes.